# 木衛五十九
木衛五十九（S/2017 J 1）是一颗以逆行軌道繞行木星的衛星。斯科特·谢泼德和他的團隊於2017年6月5日在小行星中心的小行星電子通告上公佈了發現木衛五十九的訊息。木衛五十九的直徑約為2km，屬於帕西法爾群，以約23547105 km的半長軸運行，軌道傾角約為149.2°，轨道周期為734.2日。